# Noatun
Noatun és un reproductor multimèdia del projecte KDE. Noatun es basa en l'arquitectura d'extensions, les quals poden ser carregades i descarregades durant l'execució. Les extensions de Noatun s'encarreguen de tot el que és usable de l'aplicació. Les seves categories són: interfícies gràfiques, llista de reproducció, visualitzacions i altres.